# Стелла де Толомей
Сте́лла де Толоме́й (італ. Stella de' Tolomei; ?— 11 липня 1419)— італійська шляхтянка. Представниця Толомейського дому. Донька Джованні де Толомея. Коханка феррарського маркіза Нікколо III д'Есте. Мати трьох його позашлюбних синів: Уго (1405), Леонелло (1407) і Борсо (1413). Всупереч обіцянкам маркіза, так і не одружилася з ним. Її син Уго був страчений своїм же батьком Нікколо III — через перелюб із батьковою законною дружиною Парізіною Малатестою; інших синів Леонелло і Борсо легітимізував папа Євгеній IV — після смерті Нікколо ІІІ вони успадкували Феррарську сеньйорію, а 1471 року Борсо став герцогом феррарським. Похована у Феррарській церкві святого Франциска.

## Сім'я
- Батько: Джованні де Толомей
- Коханець: Нікколо III д'Есте (1383—1441), маркіз феррарський, моденський і реджоський (1393—1441).
- Діти:
  - Уго д'Есте (1405—1425)
  - Леонелло д'Есте (1407—1450), маркіз феррарський, моденський і реджоський (1441—1450).
  - Борсо д'Есте (1413—1471), маркіз феррарський (1450—1471), моденський і реджоський (1450—1452); герцог моденський і реджоський (1452—1471); герцог феррарський (1471).